# Зусько, Михаил Степанович
Михаил Степанович Зусько (род. 24 мая 1972) — российский военачальник. Командующий 58-й общевойсковой армией Южного военного округа (август 2020 — июнь 2022), генерал-лейтенант (2021).
Из-за вторжения России на Украину находится под санкциями Евросоюза, Великобритании и других стран.

## Биография
Родился 24 мая 1972 года в селе Ветлы Волынской области, Украинской ССР, СССР.
С 1989 года курсант 3 роты Рязанского высшего воздушно-десантного командного училища им. Ленинского комсомола, окончил училище в 1993 году. Окончил Общевойсковую академию ВС РФ, Военную академию Генерального штаба ВС РФ (2015—2017).
Прошёл все основные командно-штабные должности от командира взвода до командующего армией, получил опыт решения сложных и ответственных задач по защите южных рубежей Российской Федерации в Северо-Кавказском регионе и на Юго-Западном стратегическом направлении.
С 2001 по 2011 — служба.в 11 ОДШБр в должностях от командира батальона до и. о. командира бригады.
В 12.2011 — 2014 — командир 34-й отдельной мотострелковой горной бригады.
В 2014 — командир 1-го армейского корпуса 12-го командования резерва Южного военного округа.
В 2014—2015 — заместитель командующего 49-й общевойсковой армией Южного военного округа.
В 2017—2018 — начальник штаба 58-й общевойсковой армии Южного военного округа.
В 2018 — 07.2019 — начальник штаба 8-й гвардейской общевойсковой армии Южного военного округа.
В 07.2019 — 08.2020 — командующий 49-й общевойсковой армией Южного военного округа.
08.2020 — 06.2022 — командующий 58-й общевойсковой армией Южного военного округа.
Указом Президента РФ от 11 июня 2021 года присвоено воинское звание «генерал-лейтенант».
В ходе вторжения России на Украину — начальник штаба российской группировки войск (сил) «Запад».

## Санкции
13 декабря 2022 года из-за вторжения России на Украину попал под санкции Великобритании как причастный к ракетным ударам по украинским городам.
25 февраля 2023 года внесён в санкционный список всех стран Евросоюза за «участие в российской агрессивной войне против Украины».
Также Михаил Зусько включен в санкционные списки Украины и Новой Зеландии.

## Награды
- Орден «За заслуги перед Отечеством» III степени с мечами
- Орден «За заслуги перед Отечеством» IV степени с мечами
- Орден Александра Невского
- Орден «За военные заслуги»
- Медаль ордена «За заслуги перед Отечеством» 1-й степени
- Медаль ордена «За заслуги перед Отечеством» 2-й степени с мечами
- Медаль «За отличие в военной службе» 1-й степени
- Медаль «За отличие в военной службе» 2-й степени
- Медаль «За отличие в военной службе» 3-й степени
- Медаль За отличие в службе в Сухопутных войсках
- Медаль «Генерал армии Маргелов»
- Медаль «Участнику военной операции в Сирии»
- Медаль Стратегические командно-штабные учения «Кавказ — 2012»
- Медаль «За верность десантному братству»
- Медаль «80 лет ВДВ. Никто, кроме нас»